# 第38回全国高等学校野球選手権大会
第38回全国高等学校野球選手権大会（だい38かいぜんこくこうとうがっこうやきゅうせんしゅけんたいかい）は、1956年8月12日から8月20日まで、甲子園球場で行われた全国高等学校野球選手権大会である。1回戦の伊那北と静岡の試合は、選手権大会初のナイトゲームとして行われた。

## 代表校
| 地方大会 | 代表校   | 出場回数      |
| -------- | -------- | ------------- |
| 北海道   | 北海     | 2年ぶり19回目 |
| 奥羽     | 秋田     | 2年ぶり11回目 |
| 東北     | 仙台二   | 9年ぶり3回目  |
| 北関東   | 足利工   | 初出場        |
| 南関東   | 千葉商   | 2年ぶり4回目  |
| 東京     | 早稲田実 | 2年ぶり17回目 |
| 神奈川   | 慶応     | 3年ぶり15回目 |
| 信越     | 伊那北   | 2年連続2回目  |
| 北陸     | 滑川     | 初出場        |
| 山静     | 静岡     | 2年連続12回目 |
| 愛知     | 中京商   | 4年連続8回目  |
| 三岐     | 岐阜商   | 6年ぶり5回目  |

| 地方大会 | 代表校     | 出場回数      |
| -------- | ---------- | ------------- |
| 京滋     | 平安       | 2年ぶり14回目 |
| 紀和     | 新宮       | 3年連続5回目  |
| 大阪     | 浪華商     | 2年連続9回目  |
| 兵庫     | 県尼崎     | 初出場        |
| 東中国   | 米子東     | 2年ぶり8回目  |
| 西中国   | 広島商     | 26年ぶり8回目 |
| 北四国   | 西条       | 初出場        |
| 南四国   | 徳島商     | 7年ぶり4回目  |
| 福岡     | 小倉       | 3年連続10回目 |
| 西九州   | 済々黌     | 6年ぶり2回目  |
| 東九州   | 別府鶴見丘 | 6年ぶり2回目  |

## 試合結果

### 1回戦
- 早稲田実 2 - 1 新宮
- 平安 4 - 0 徳島商
- 伊那北 4 - 1 静岡（延長10回）
- 滑川 2 - 0 北海
- 別府鶴見丘 6 - 2 足利工
- 岐阜商 5 - 3 小倉
- 西条 1 - 0 県尼崎

### 2回戦
- 仙台二 4 - 3 慶応
- 済々黌 4 - 2 広島商
- 浪華商 10 - 1 秋田
- 中京商 5 - 0 千葉商
- 米子東 1 - 0 別府鶴見丘
- 平安 1 - 0 滑川
- 西条 3x - 2 伊那北
- 岐阜商 8 - 1 早稲田実

### 準々決勝
- 岐阜商 4x - 3 済々黌（延長12回）
- 平安 4 - 2 浪華商
- 米子東 3 - 0 中京商
- 西条 2 - 0 仙台二

### 準決勝
- 平安 1 - 0 西条
- 岐阜商 2x - 1 米子東（延長10回）

### 決勝
|        | 1 | 2 | 3 | 4 | 5 | 6 | 7 | 8 | 9 | R |
| ------ | - | - | - | - | - | - | - | - | - | - |
| 岐阜商 | 0 | 0 | 0 | 0 | 2 | 0 | 0 | 0 | 0 | 2 |
| 平安   | 2 | 0 | 0 | 0 | 0 | 1 | 0 | 0 | X | 3 |

1. （岐）：清沢、田中 - 丹羽
2. （平）：岩井 - 植木
3. 審判
［球審］山本
［塁審］久保田・中村次・大槻

## 大会本塁打
- 第1号：小都昭孝（小倉）
- 第2号：所正美（岐阜商）

## その他の主な出場選手
- 徳武定之（早稲田実）
- 醍醐猛夫（早稲田実）
- 河原田明（早稲田実）
- 王貞治（早稲田実）
- 牧田政彦（伊那北）
- 赤池彰敏（静岡）
- 星山晋徳（中京商）
- 鈴木孝雄（中京商）
- 小川敏明（中京商）
- 本間勝（中京商）

- 後藤忠弘（新宮）
- 樋口正蔵（浪華商）
- 今津光男（県尼崎）
- 上土井勝利（広島商）
- 山本一義（広島商）
- 迫田穆成（広島商）
- 青野修三（西条）
- 板東英二（徳島商）
- 三浦清弘（別府鶴見丘）
- 山本征良（別府鶴見丘）